# Coyaima
Coyaima là một khu tự quản thuộc tỉnh Tolima, Colombia. Thủ phủ của khu tự quản Coyaima đóng tại Coyaima Khu tự quản Coyaima có diện tích 667 ki lô mét vuông. Đến thời điểm ngày 28 tháng 5 năm 2005, khu tự quản Coyaima có dân số 24596 người.